# Masdevallia norae
Masdevallia norae är en orkidéart som beskrevs av Carlyle August Luer. Masdevallia norae ingår i släktet Masdevallia och familjen orkidéer. Inga underarter finns listade i Catalogue of Life.